# 제리 리버와 마이크 스톨러

왼쪽부터 마이클 스톨러, 엘비스 프레슬리, 제리 리버

제로미 "제리" 리버(Jerome "Jerry" Leiber, 1933년 4월 25일 ~ 2011년 8월 22일)와 마이크 스톨러(Mike Stoller, 1933년 3월 13일)는 미국계 작곡가 겸 음반 제작 협업 자이다. 크로스오버 히트곡 〈Hound Dog〉 (1952)과 〈Kansas City〉 (1952)의 성공으로 작곡가로서 출세의 길을 열었다. 1950년대 말 〈Young Blood〉 (1957), 〈Searchin'〉 (1957), 〈Yakety Yak〉 (1958) 같은 코스터스 등의 음악인의 작품에 진력하면서 획기적인 히트곡을 연속 제작했다. 여기서 이들은 개인적이기 보다 노골적으로 과장된 방식으로 청소년의 익살맞은 은어를 활용했다. 흑인 음악을 생산가치의 진보 및 감성적 힘의 강화로써 수용한 최초의 인물로도 저명하며, 이에 해당하는 드리프터스의 〈There Goes My Baby〉 (1958)은 객원 기타 연주자로 세션에 참여한 필 스펙터에게 영향을 주었다.
리버와 스톨러는 엘비스 프레슬리의 〈Love Me〉 (1956), 〈Jailhouse Rock〉 (1957), 〈Loving You〉, 〈Don't〉, 〈King Creole〉 같은 히트곡을 지었다. 베리 맨과 신시아 웨일과 〈On Broadway〉을, 벤 E. 킹과 〈Stand By Me〉를, 독 포머스와 〈Young Blood〉를, 필 스펙터와 〈Spanish Harlem〉(리버 단독 참여)를 작곡하는 등 협업 활동도 했다. 이들은 이따금 엘모 글릭(Elmo Glick) 필명 아래 저자를 등록하기도 했다. 1964년부터는 조지 골드먼과 레드 버드 레코드를 출범하고 "걸 사운드"에 주력하며 브릴 빌딩 시대에 위대한 고전들을 배출했다.
리버와 스톨러는 단독·공동으로 70여 개의 차트 히트작을 작곡했다. 1985년 작곡가 명예의 전당, 1987년 로큰롤 명예의 전당에 헌액되었다.

## 역사

### 1950년대
두 명 모두 유대계 가정에서 태어났다. 리버는 메릴랜드주 볼티모어 출신이고 스톨러는 뉴욕주 롱아일랜드 출신이다. 두 명은 1950년 캘리포니아 로스앤젤레스에서 만났으며 당시 스톨러는 로스앤젤레스 시티 대학의 신입생이었고 리버는 페어팩스 고등학교의 상급생이었다. 졸업 이후 스톨러는 피아노를 연주하고 리버는 페어팩스 가의 노티스 음반 가게에서 일했다. 대면시에 블루스 및 리듬 앤 블루스에 대한 애정을 터놓는 친구로 발전했다. 지미 위더스푼이 그들의 첫 상업 성공작 〈Hard Times〉을 녹음 및 발표한다. 스톨러의 본명은 마이클 스톨러였지만, 합법적으로 "마이크"로 변경했다.
이들의 첫 히트곡은 1952년 리듬 앤 블루스 노래인 찰스 브라운의 〈Hard Times〉이다. 1952년 리듬 앤 블루스 가수 리틀 윌리 리틀필드가 K. C. 러빙 명의로 〈Kansas City〉를 처음 녹음하고 윌버트 해리슨이 1959년에 1위 팝 히트로 만든다. 동년에 블루스 가수 빅 마마 손튼이 〈Hound Dog〉를 불러 1953년 히트로 부상했다. 1956년 엘비스 프레슬리가 프레디 벨의 라스베가스 라운지 공연을 보고 차용한 번안곡은 더욱 큰 히트가 되었다.
1953년 은사 레스터 실과 스파크 레코드를 창립했다. 이때 더 로빈슨이 녹음한 〈Smokey Joe's Cafe〉와 〈Riot in Cell Block #9〉를 제작했다. 이 회사는 이후 애틀랜틱 레코드가 매입하고 리버와 스톨러는 다른 회사에서 제작을 행할 수 있는 획기적인 계약 아래 고용된다. 이것으로 이들은 최초의 독립 음반 프로듀서로서로 꼽히게 되었다. 애틀랙틱에서는 드리프터스의 경력을 소생시키고 더 로빈슨의 아류 코스터스를 위해 히트곡을 무수히 써 주었다. 〈Charlie Brown〉, 〈Searchin'〉, 〈Yakety Yak〉, 〈Stand By Me〉 (벤 E. 킹 합작), 〈On Broadway〉 (베리 맨 및 신시아 웨일 합작)가 당시에 작곡된 것이다. 이들은 미국 차트에 출연한 코스터스의 24곡을 몸소 작곡했다.
1955년 백인 보컬 그룹 더 셰어스를 위해 〈Black Denim Trousers and Motorcycle Boots〉를 작곡 및 프로듀싱했다. 자분참 에디트 피아프가 프랑스어로 번안해 〈L'Homme à la Moto〉를 녹음했다. 셰어 레코드에서 지급된 〈Bazoom (I Need Your Lovin')〉의 유럽 저작료로 스톨러와 그 부인 메릴은 유럽 유람을 떠나 피아프를 만나기도 했다. 그들의 뉴욕행 배 SS 안드레아 도리아는 스웨덴 유람선 MS 스톡홀름과의 충돌사고로 침몰됐다. 구조 뒤 뉴욕의 부두에 발을 디딘 그들을 리버가 엘비스 프레슬리의 〈Hound Dog〉 히트 소식으로 반겼다. 스톨러는 "엘비스가 누군데?"라고 대꾸했다. 이후 프레슬리를 위해 세 편의 영화 주제곡 따위나 프레슬리의 첫 크리스마스 음반에 수록된 로큰롤 크리스마스 노래 〈Santa Claus Is Back in Town〉 등을 써 주었다.

### 1950년대 이후
1960년 초에는 데이지 레코드에서 밥 무어와 더 템프스를 협조했다. 뉴욕 시에서는 필 스펙터가 그들의 견습생 따위를 수행했다. 객원 연주 및 관찰 등을 통해 음반 프로듀서로서의 기술을 연마했다. 애틀랜틱 레코드에서 사임한 뒤로는 유나이티드 아티스트 레코드에서 일련의 음원을 프로듀싱한다. 제이 앤 더 아메리칸스 (〈She Cried〉), 더 익사이터스 (〈Tell Him〉), 더 클로버스(〈Love Potion #9〉)가 해당한다. 1960년대에는 레드 버드 레코드를 설립하고 잠시 소유했다. 이곳에서 샹그릴-라스의 〈Leader of the Pack〉와 더 딕시 컵스의 〈Chapel of Love〉가 발매된다. 레드 버드의 매각 이후 독립 프로듀서 및 작곡가로 일했다. 페기 리에게 그래미상 최우수 여성 팝 보컬 퍼포먼스 상을 안겨준 〈Is That All There Is?〉가 이 시대 그들의 가장 유명한 노래였다.
그들의 마지막 주요 제작은 스틸러스 윌의 〈Stuck in the Middle With You〉이다. 1975년 페기 리와 예술 가곡 음반 《Mirrors》를 녹음했다. 2005년 리믹스 및 확장 버전의 음반 《Peggy Lee Sings Leiber and Stoller》가 발매됐다.
1970년 말 A&M 레코드가 리버와 스톨러를 소집해 엘키 브룩스의 음반 《Two Days Away》 (1977)을 쓰고 프로듀싱시켰다. 영국 및 유럽 전역에서 성공을 거두었다. 랄프 디오와 존 셈벨로와 합작한 〈Humphrey Bogart〉가 브룩스의 히트가 되었고 그의 상징적인 곡으로 자리매김했다. 1978년 메조소프라노 존 모리스와 피아니스트 겸 작곡가인 남편 윌리엄 볼컴이 《Other Songs by Leiber and Stoller》을 녹음했다. 리버와 스톨러는 풍자조의 별별 노래를 썼는데, 〈Let's Bring Back World War I〉는 볼컴과 모리스 헌정곡이며 〈Humphrey Bogart〉는 동명의 배우에 대한 집착을 다루는 익살 노래다. 1979년 브룩스의 음반 《Live and Learn》을 프로듀싱했다.
1982년 스틸리 댄의 일원 도널드 패겐이 〈Ruby Baby〉를 녹음, 《The Nightfly》에 싣는다. 같은 해, 도비 브라더스의 일원 마이클 맥도널드가 리버와 스톨러의 〈I Keep Forgettin'〉을 개작한 〈I Keep Forgettin' (Every Time You're Near)〉를 발표한다.
2009년 사이먼 & 슈스터가 《하운드 독: 리버와 스톨러의 전기》(Hound Dog: The Leiber and Stoller Autobiography)를 간행한다. 리버와 스톨러가 데이비드 리츠와 저술했다. 2007년 기준 소니/ATV 뮤직 퍼블리싱이 노래를 관리 중이다.
알티 벌트와 스톨러가 뮤지컬 《더 피플 인 더 픽처》의 악곡을 지었다. 작사는 이리스 레이너 다트가 맡았다. 스톨러와 버틀러의 악곡은 2011년 드라마 데스크 어워드에 노미네이트되었다.
2011년 8월 22일 리버는 로스앤젤레스의 시다스 시나이 메디컬 센터에서 심폐 고장으로 향년 78세로 졸했다. 아들 제드, 올리버, 제이크가 유족이다.